# IC 4857
IC 4857 = IC 4858 ist eine Balken-Spiralgalaxie vom Hubble-Typ SBc im Sternbild Pfau. Sie ist schätzungsweise 205 Millionen Lichtjahre von der Milchstraße entfernt.
Das Objekt wurde im August 1901 von DeLisle Stewart entdeckt.